# Сезон ФК «Сталь» (Дніпропетровськ) 1936 (весна)
Сезон ФК «Сталь» (Дніпропетровськ) 1936 (весна) — сезон футбольного клубу «Дніпро» у Другій нижчий лізі першого Чемпіонату СРСР. 

## Група «Г»
| Місце | Клуб                             | Суперники | Суперники | І | В | Н | П | М    | О  |
| Місце | Клуб                             | удома     | у гостях  | І | В | Н | П | М    | О  |
| ----- | -------------------------------- | --------- | --------- | - | - | - | - | ---- | -- |
| 1.    | Тракторний завод (Харків)        |           | 1:2       | 4 | 3 | 1 | 0 | 9-3  | 11 |
| 2.    | «Крила Рад» (Москва)             | 1:0       |           | 4 | 2 | 1 | 1 | 5-4  | 9  |
| 3.    | «Динамо» (П'ятигірськ)           | 1:3       |           | 4 | 2 | 0 | 2 | 11-8 | 8  |
| 4.    | «Сталь» (Дніпропетровськ)        |           |           | 4 | 2 | 0 | 2 | 3-5  | 8  |
| 5.    | Автозавод ім. Молотова (Горький) | +:-       |           | 4 | 0 | 0 | 4 | 5-13 | 3  |

## Кубок СРСР з футболу
| Раунд       | Команда                              | Рахунок |
| ----------- | ------------------------------------ | ------- |
| 1/64 фіналу | Електромашинобудівний завод (Харків) | 0:5     |